# Gran Premi d'Àustria del 2002
Resultats del Gran Premi d'Àustria de Fórmula 1 de la temporada 2002, disputat al circuit de A1-Ring el 12 de maig del 2002.
Aquest Gran Premi passarà a la història per la polèmica que va protagonitzar l'equip Ferrari amb relació a les ordres d'equip. Al llarg de tot el cap de setmana, el pilot brasiler Rubens Barrichello va anar més ràpid que el seu company d'equip Michael Schumacher. De fet, el dissabte ja es va adjudicar la pole i diumenge va liderar la cursa de cap a cap. A una volta de la conclusió del Gran Premi, però, l'l'equip Ferrari va ordenar al pilot brasiler que es deixés avançar. Finalment, doncs, Schumacher va guanyar el GP amb una diferència de 0,182 segons respecte al seu company d'esquadra Rubens Barrichello.
Aquest acte no va agradar gens ni mica al públic congregat al circuit austríac, els quals van respondre xiulant, de manera irada, en contra de la cerimònia d'entrega de premis. Tot aquest enrenou va fer que la FIA aprovés una prohibició explicita de tot aquest tipus de pràctiques.
Uns quants anys més tard del fet, al novembre del 2008, el pilot Rubens Barrichello, llavors ja a les files d'Honda, va declarar a la premsa que aquelles ordres d'equip van anar acompanyades d'amenaces de recessió de contracte.

## Resultats
| Pos | No | Pilot                 | Equip              | Voltes | Temps/ Retirada         | Pos. de sortida | Punts |
| --- | -- | --------------------- | ------------------ | ------ | ----------------------- | --------------- | ----- |
| 1   | 1  | Michael Schumacher    | Ferrari            | 71     | 1h 33' 51. 562          | 3               | 10    |
| 2   | 2  | Rubens Barrichello    | Ferrari            | 71     | + 0.182 s               | 1               | 6     |
| 3   | 6  | Juan Pablo Montoya    | Williams - BMW     | 71     | + 17.730 s              | 4               | 4     |
| 4   | 5  | Ralf Schumacher       | Williams - BMW     | 71     | + 18.448 s              | 2               | 3     |
| 5   | 9  | Giancarlo Fisichella  | Jordan - Honda     | 71     | + 49.965 s              | 15              | 2     |
| 6   | 3  | David Coulthard       | McLaren - Mercedes | 71     | + 50.672 s              | 8               | 1     |
| 7   | 15 | Jenson Button         | Renault            | 71     | + 51.229 s              | 13              |       |
| 8   | 24 | Mika Salo             | Toyota             | 71     | + 69.425 s              | 10              |       |
| 9   | 25 | Allan McNish          | Toyota             | 71     | + 69.718 s              | 14              |       |
| 10  | 11 | Jacques Villeneuve    | BAR - Honda        | 70     | Motor (a 1 v.)          | 17              |       |
| 11  | 20 | Heinz Harald Frentzen | Arrows - Cosworth  | 69     | + 2 Voltes              | 11              |       |
| 12  | 23 | Mark Webber           | Minardi - Asiatech | 69     | + 2 Voltes              | 21              |       |
| Ret | 14 | Jarno Trulli          | Renault            | 44     | Pressió del combustible | 16              |       |
| Ret | 22 | Alex Yoong            | Minardi - Asiatech | 42     | Motor                   | 22              |       |
| Ret | 16 | Eddie Irvine          | Jaguar - Cosworth  | 38     | Hidràulics              | 20              |       |
| Ret | 7  | Nick Heidfeld         | Sauber - Petronas  | 27     | Col·lisió               | 5               |       |
| Ret | 10 | Takuma Sato           | Jordan - Honda     | 26     | Col·lisió               | 18              |       |
| Ret | 12 | Olivier Panis         | BAR - Honda        | 22     | Motor                   | 9               |       |
| Ret | 8  | Felipe Massa          | Sauber - Petronas  | 7      | Suspensions             | 7               |       |
| Ret | 4  | Kimi Räikkönen        | McLaren - Mercedes | 5      | Motor                   | 6               |       |
| Ret | 21 | Enrique Bernoldi      | Arrows - Cosworth  | 2      | Col·lisió               | 12              |       |
| Ret | 17 | Pedro de la Rosa      | Jaguar - Cosworth  | 0      | Accelerador             | 19              |       |

## Altres
- Pole: Rubens Barrichello 1' 08. 082

- Volta ràpida: Michael Schumacher 1' 09. 298 (a la volta 68)